# Pomatiopsis
Pomatiopsis is een geslacht van weekdieren uit de klasse van de Gastropoda (slakken).

## Soorten
- Pomatiopsis cincinnatiensis (I. Lea, 1840)
- Pomatiopsis lapidaria (Say, 1817)